# Salminus
Salminus és un gènere de peixos de la família dels caràcids i de l'ordre dels caraciformes.

## Taxonomia
- Salminus affinis (Steindachner, 1880)[2]
- Salminus brasiliensis (Cuvier, 1816)[3]
- Salminus franciscanus (Lima & Britski, 2007)[4]
- Salminus hilarii (Valenciennes, 1850)[5][6][7][8][9][10][11][12]